# Вспышка оспы в Аральске
Вспышка оспы в Аральске — вспышка оспа, произошедшая в Аральске (Казахская ССР) 30 июля 1971 года.
В 1971 году на острове Возрождения в Аральском море, где существовал секретный полигон для испытания биологического оружия, были проведены испытания новой боевой рецептуры на основе вируса натуральной оспы, при этом аэрозольное облако накрыло исследовательское судно в 15 км от места подрыва и заразилась лаборантка, находившаяся на палубе этого судна. После возвращения в Аральск она стала источником заражения ряда местных жителей, из них 3 человека умерли.

## Ход событий
Петр Бургасов, который занимался вопросами биологического оружия ещё с начала 1950-х годов, а в 1971 году был Главным государственным санитарным врачом СССР, вспоминал:

На острове Возрождения в Аральском море (там сейчас американцы ведут исследования — неужели правда верят, что мы им там что-то оставили?) испытывалась сильнейшая рецептура оспы. Вдруг мне докладывают, что в Аральске есть непонятные случаи смертности. Выяснилось вот что: исследовательский корабль Аральского мореходства подошел к острову на расстояние 15 километров (было запрещено ближе чем на 40), лаборантка дважды в день выходила на
палубу и брала пробы планктона. Возбудитель оспы — а на острове тогда было подорвано всего 400 граммов рецептуры — "достал" ее, она заразилась, а вернувшись домой в Аральск, заразила еще несколько человек, в том числе детей. Все умерли. Догадавшись о причинах, я позвонил начальнику Генштаба СССР и попросил запретить остановку поездов Алма-Ата — Москва в Аральске. Так была предотвращена эпидемия по всей стране. Я позвонил Андропову, тогда главе КГБ, и доложил о том, что на "Возрождении" получена исключительная рецептура оспы. Он приказал больше об этом не говорить ни слова.

В Аральск съехались ведущие советские эпидемиологи. Город был оцеплен, чтобы никто из жителей не смог выбраться за его пределы. Поначалу в оцеплении стояли военнослужащие из частей местного гарнизона, а затем на подмогу им перебросили солдат из других регионов СССР. На море дежурили военные корабли. Военные вместе с милицией также участвовали в изоляции лиц, контактировавших с заражёнными. Была прекращена отправка почты из города. При этом советские СМИ ничего не сообщали о происходящем, не была поставлена в известность и Всемирная организация здравоохранения.

## Число жертв
В разных источниках называются цифры от 3 до 9 умерших. В частности сообщается, что заболели оспой девять человек, трое из них умерли. По другим данным, заболело 10 человек, из них умерло трое